# Chadiza (Distrikt)

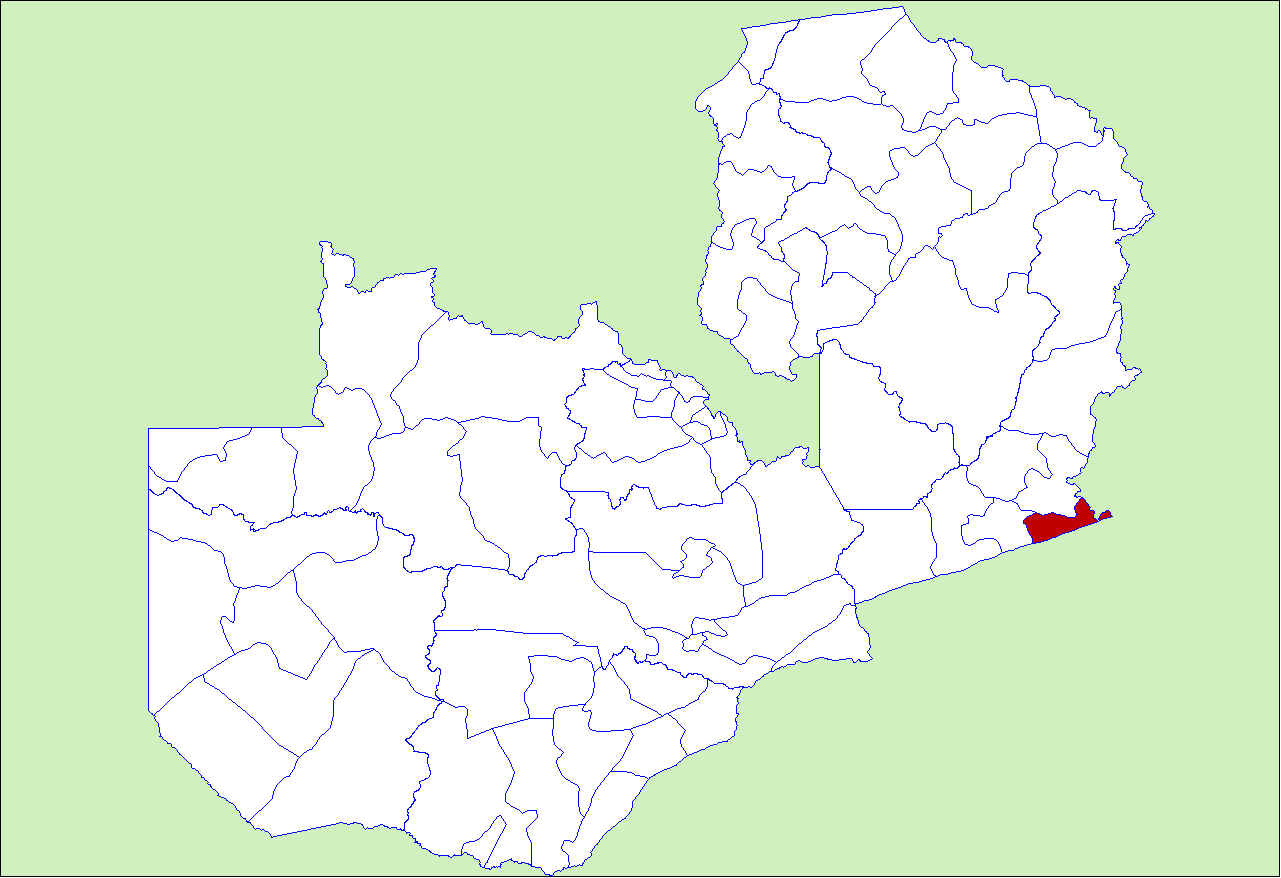
Ehemalige Ausdehnung des Distriktes bis 2012

Chadiza ist einer von fünfzehn Distrikten in der Provinz Ostprovinz in Sambia. Er hat eine Fläche von 1594 km² und es leben 111.070 Menschen in ihm (2022). Die Hauptstadt ist Chadiza. 2012 wurde der Distrikt Vubwi abgespalten.

## Geografie
Der Distrikt befindet etwa 450 Kilometer östlich von Lusaka. Er liegt im Mittel auf einer Höhe von etwa 1000 m und fällt im Südosten, im Tal des Muangadeze, bis auf etwa 750 m ab. Ein Teil der Westgrenze wird vom Fluss Sadeza und ein Teil der Ostgrenze vom Muangadeze gebildet, die beide zum Einzugsgebiet des Luia gehören.
Der Distrikt grenzt im Westen an den Distrikt Katete, im Norden an Chipata, im Osten an Vubwi, und im Süden an Chifunde in der Provinz Tete in Mosambik.
Chadiza ist in 12 Wards aufgeteilt:
- Chadiza
- Chamandala
- Chanjowe
- Chilenga
- Kampini
- Kandabwako
- Kapachi
- Mangwe
- Manje
- Naviluri
- Nsadzu
- Tafelansoni

## Wirtschaft
Die Wirtschaft in Chadiza ist stark geprägt vom informellen Handel. 2005 wurden in der Chadiza-Katete-Region 8900 Tonnen Mais, 2500 Tonnen Reis und 1540 Tonnen Bohnen beschlagnahmt. Im Hungerjahr 2002 versorgte sich USAID in Chadiza mit Mais für die Hilfe in anderen Regionen. Der zweitwichtigste Sektor ist der Baumwollanbau, fast ausschließlich Vertragsanbau, was Beratung und Belieferung mit Saatgut, Kunstdünger, und Pestiziden sichert. Zusammen mit dem Distrikt Katete wurde mit diesem Produkt im Jahr 2003 ein Steueraufkommen von 600.000 US-Dollar erwirtschaftet, eine hohe Summe für Distrikte. Die Einkommen lagen 2006 bei rund 1000 Euro im Jahr für diese Bauern. Selbst Witwen kamen auf etwa 400 Euro. Dem folgt der Anbau von Tabak mit ähnlichen Einkommen. Mais wird nahezu nur in Subsistenz angebaut und wenig vermarktet. Die beachtliche Lieferfähigkeit von Chariza 2002 setzt massive informelle Importe aus Mosambik, besonders der Tete-Region voraus.
Die Böden sind arm an Stickstoff. Ein Aufforstungsprogramm wurde von den Bauern wegen der Bodenverbesserung und dem Aufhalten von Erosionserscheinungen gut angenommen.

## Soziales
Der dominante Stamm in Chadiza sind die Chewa, die auch in Mosambik und Malawi leben.